# ربودن کندی
ربودن کندی (به انگلیسی: Stealing Candy) یک فیلم سینمایی تریلر آمریکایی محصول سال ۲۰۰۳ به کارگردانی مارک ال. لستر و با بازی دانیل بالدوین است.

## داستان
این فیلم حول سه مرد که یک بازیگر مشهور هالیوود را ربوده‌اند  که به خاطر امتناع از انجام صحنه های برهنه مشهور است را ربوده و او را متقاعد می‌کند که برای داشتن یک وب سایت با تماشای پولی رابطه جنسی در مقابل دوربین داشته باشد. 

## بازیگران
- دانیل بالدوین در نقش والت
- کولیو در نقش وورمن
- الکس مک آرتور در نقش فرد داود
- جنیا لانو در نقش کندی تایلر
- جف وینکات در نقش اسپینل